# Jobst Edmund von Brabeck (1660–1732)
Jobst Edmund von Brabeck (* Oktober 1660; † 6. Februar 1732 in Poppenburg) war Domscholaster in Hildesheim und Domherr in Münster.

## Leben

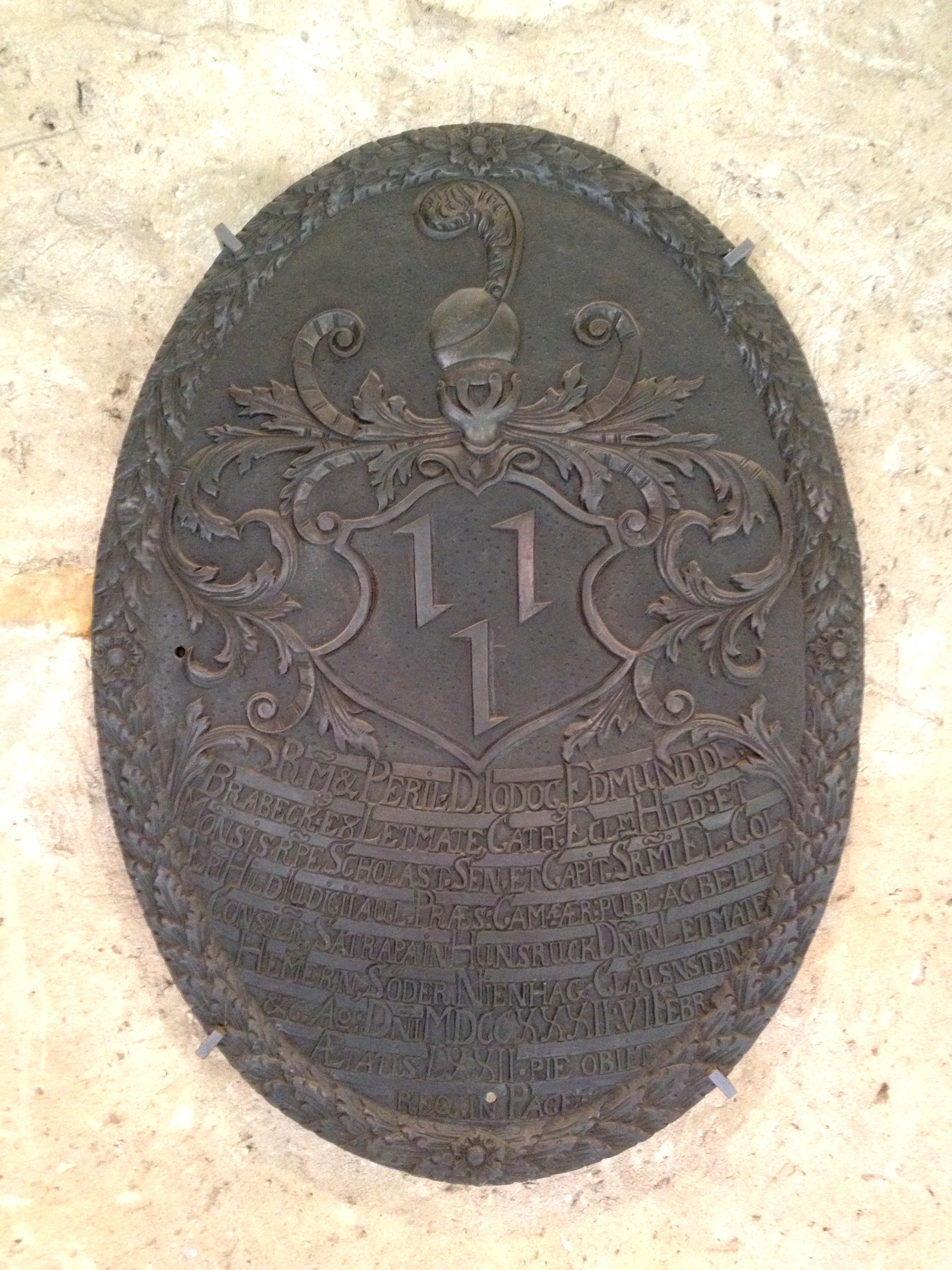
Epitaph im Kreuzgang des Hildesheimer Doms

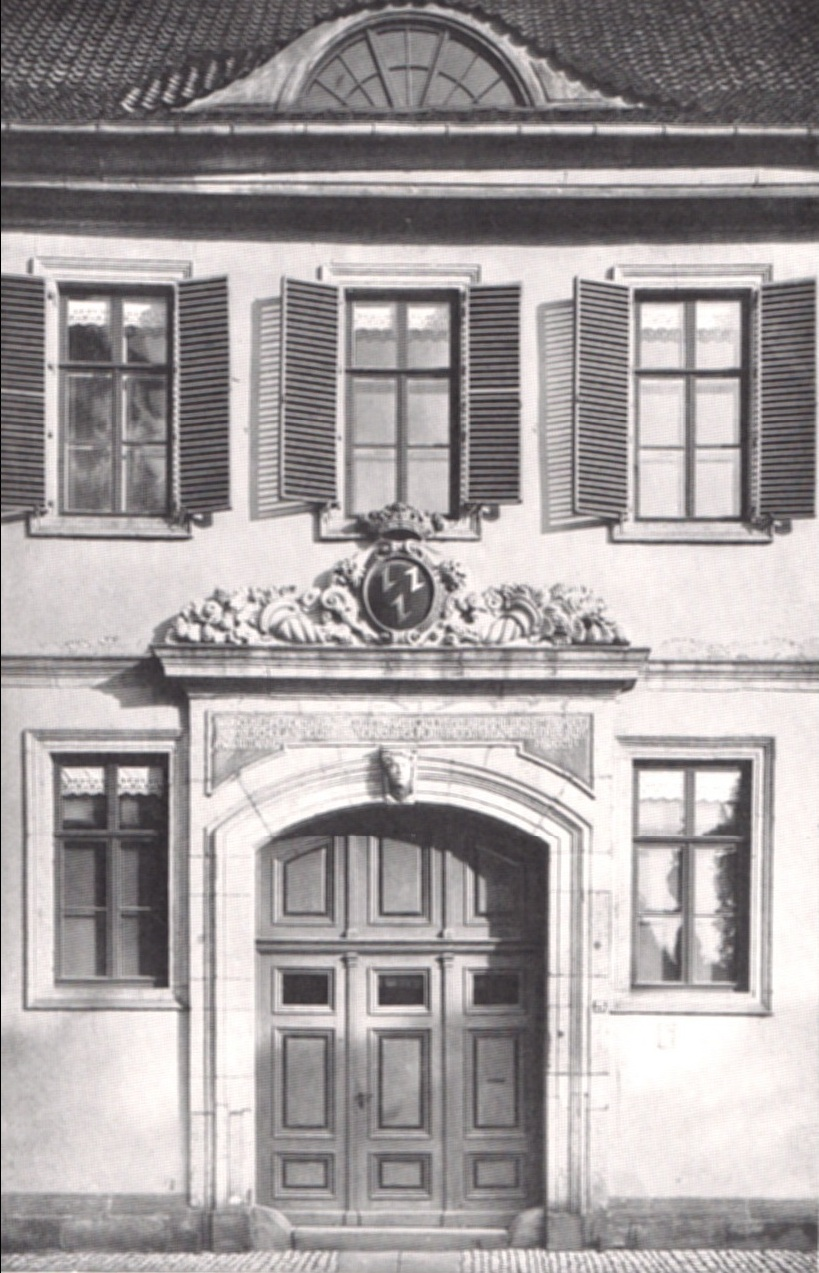
Portal der Kurie Domhof 25 im Vorkriegszustand mit Brabeckschem Wappen und lateinischer Inschrift

Jobst Edmund von Brabeck war der Sohn des Adrian von Brabeck zu Letmathe und Hemer und dessen Gemahlin Christine Elisabeth von Wachtendonck. Er war der Neffe des gleichnamigen Fürstbischofs von Hildesheim, Jobst Edmund von Brabeck (1619–1702).
Am 29. April 1684 kam er in den Besitz einer Dompräbende in Hildesheim, die ihm der Papst verliehen hatte. Durch den Tod des Domkantors von Schenking war diese Präbende frei geworden.
In Münster erhielt er die vom Papst verliehene Präbende kurze Zeit später, am 17. Mai 1684. Es ist nicht auszuschließen, dass die päpstliche Provision auf den Einfluss seines Onkels zurückzuführen ist. Am 23. Juli 1685 legte er sein Subdiakonszeugnis vor.
Als Nachfolger seines Bruders Ludolf Walter war er in den Jahren 1694 bis 1699 Domkantor in Hildesheim. 1699 wurde er hier Domscholaster. Am Hildesheimer Domhof baute er 1701 eine prächtige Kurie, die seit 1829 als bischöfliches Palais dient (nach Kriegszerstörung vereinfacht wiederaufgebaut).